# ترامو
شهر  ترامو (به ایتالیایی: Teramo) با جمعیت ۵۴٬۷۶۳ نفر  در ناحیه آبروتزو در کشور ایتالیا واقع شده‌است.